# Ephesia nympaea
Ephesia nympaea är en fjärilsart som beskrevs av Eugen Johann Christoph Esper 1787. Ephesia nympaea ingår i släktet Ephesia och familjen nattflyn. Inga underarter finns listade i Catalogue of Life.